# Leichtathletik-Ostzonenmeisterschaften 1949
Die Zonen-Meisterschaften in der Leichtathletik fanden vom 16. bis 17. Juli 1949 in Jena statt. Sie waren die zweiten und letzten Leichtathletik-Meisterschaften der Sowjetischen Besatzungszone. Diesmal nahmen auch Ost-Berliner Athleten teil.

## Ergebnisse (Auswahl)

### Männer
- 100 Meter
  - 1. Fritz Lacina (SV DVP Potsdam), 11,0 s
  - 2. Willi Drewniok (SV DVP Potsdam), 11,0 s
  - 3. Martin Westphal (SG Staßfurt), 11,1 s

- 200 Meter
  - 1. Fritz Lacina (SV DVP Potsdam), 22,9 s
  - 2. Rolf Cichon (SG Chemnitz), 23,0 s
  - 3. Martin Westphal (SG Staßfurt), 23,3 s

- 400 Meter
  - 1. Kurt Edel (SV DVP Potsdam), 50,6 s
  - 2. Rolf Töpelt (ZSG Industrie Leipzig Mitte), 51,1 s
  - 3. Rudolf Hartlapp (ZSG KWU Fichte Halle), 52,8 s

- 800 Meter
  - 1. Otto Tarruhn (ZSG KWU Fichte Halle), 2:00,8 min
  - 2. Hans Beger (SG Friedrichstadt), 2:00,9 min
  - 3. Rolf Donath (ZSG KWU Fichte Halle), 2:01,6 min

- 1500 Meter
  - 1. Heinz Pingel (SG Parchim), 4:07,0 min
  - 2. Wolfgang Ittershagen (SG Carl Zeiß Jena), 4:07,0 min
  - 3. Günter Wöller (SG Genossenschaft Halle), 4:10,2 min

- 5000 Meter
  - 1. Max Gebhardt (SG Laubegast), 15:37,0 min
  - 2. Rudolf Hansen (SG Grün-Rot Magdeburg), 16:05,4 min
  - 3. Willi Engelmann (BSG Otto Schott Jena), 16:13,6 min

- 10.000 Meter (am 4. September 1949 in Potsdam während der Jugendmeisterschaften)
  - 1. Luis Mrklas (ZSG KWU Fichte Halle), 34:29,0 min
  - 2. Willi Engelmann (BSG Otto Schott Jena), 34:39,0 min
  - 3. Gerhard Scholz (VfL Humboldt Berlin), 35:30,0 min

- 4 × 100 Meter
  - 1. SV DVP Potsdam, mit (Heinz Stahn, Hanke, Fritz Lacina, Willi Drewniok),	44,2 s
  - 2. BSG Universität Jena, mit (Senf, Gerhard Rasch, Erich Leitel, Gerhard Junghähnel), 45,2 s
  - 3. BSG Pelz Erfurt, mit (Rolf Schablinski, Gerhard Rasch, Gerhardt Schmolinsky, Heinz Birkemeyer), 45,4 s
- 4 × 400 m

  - 1. SV DVP Potsdam (mit Lothar Grosse, Heinz Stahn, Fritz Lacina, Kurt Edel), 3:28,6 min
  - 2. ZSG Industrie Leipzig 3:32,5 min (Läufer unbekannt)
  - 3. BSG Carl Zeiß Jena (mit Schuch, Preller, Helmut Kühn, Grobe), 3:37,5 min

- 110 Meter Hürden
  - 1. Heinz Stephan (BSG Otto Schott Jena), 15,9 s
  - 2. Arthur Scheibner (ZSG Industrie Leipzig), 16,1 s
  - 3. Hans Key (ZSG KWU Fichte Halle), 16,5 s

- Hochsprung
  - 1. Karl-Heinz Langhoff (SV DVP Rostock), 1,85 m
  - 2. Heinz Richau (SG Berlin-Weißensee), 1,75 m
  - 3. Horst Schlegel (BSG Carl Zeiß Jena), 1,75 m
- Stabhochsprung
  - 1. Karl-Heinz Balzer (ZSG KWU Fichte Halle), 3,70 m
  - 2. Helmut Steiner (SG Gersdorf), 3,50 m
  - 3. Werner Jahn (ZSG Industrie Leipzig), 3,50 m

- Weitsprung
  - 1. Gerhard Richter (SG Genossenschaft Halle), 6,68 m
  - 2. Hans Key (ZSG KWU Fichte Halle), 6,65 m
  - 3. Karl Lehmann (BSG RFT Gera), 6,58 m

- Dreisprung
  - 1. Georg Frister (BSG RFT Gera), 14,08 m
  - 2. Hans Schwenke (BSG Schiffswerft Roßlau), 14,06 m
  - 3. Hans Müller (SV DVP Potsdam), 13,62 m

- Kugelstoßen
  - 1. Ernst Schmidt (SV DVP Großenhain), 13,19 m
  - 2. Alfred Becker (SG Baruth), 11,78 m
  - 3. Gerhard Wiedemann (SG Radeberg), 11,55 m

- Diskuswurf
  - 1. Dr. Marcellus Markus (ZSG Industrie Leipzig), 38,75 m
  - 2. Ernst Schmidt (SV DVP Großenhain), 37,62 m
  - 3. Hans Kramer (SG Wittenberg), 37,12 m

- Speerwurf
  - 1. Horst Schlegel (SG Stadion Jena), 55,29 m
  - 2. Karl Kröniger (ZSG Industrie Leipzig), 55,17 m
  - 3. Rolf Kühn (SG Chemnitz West), 51,30 m

- Hammerwurf
  - 1. Horst Rudolph (BSG Carl Zeiß Jena), 40,84 m
  - 2. Dr. Marcellus Markus, (ZSG Industrie Leipzig), 40,12 m
  - 3. Karl-Heinz Ludwig (BSG Otto Schott Jena), 39,55 m

### Frauen
- 100 Meter
  - 1. Annemarie Ritter (BSG Energie Gotha), 12,5 s
  - 2. Siegfriede Dempe (BSG Carl Zeiß Jena), 13,0 s
  - 3. Roselinde Anders (BSG Carl Zeiß Jena), 14,4 s

- 200 Meter
  - 1. Charlotte Graumnitz, 27,2 s
  - (keine weiteren gültigen Teilnehmerinnen)

- 4 × 100 Meter

  - 1. BSG Carl Zeiß Jena (mit Rita Placzek, Siegfriede Dempe, Linde Anders, Margot Kirchner), 51,4 s
  - 2. SG Pirna (mit Christa Renz, Christa Maliske, Elfriede Stäps, Hartung), 52,5 s
  - 3. SG Magdeburg Grün-Rot (mit Ruth Labaschin, Sieglinde Schneeberg, Hannelore Behrends, Marianne Quasthoff), 52,8 s

- 80 Meter Hürden

  - 1. Siegfriede Dempe (BSG Carl Zeiß Jena), 12,0 s
  - 2. Marianne Quasthoff (SG Magdeburg Grün-Rot), 12,8 s
  - (keine weiteren gültigen Teilnehmerinnen)

- Hochsprung
  - 1. Anne Mietzner (SG Erxleben), 1,50 m
  - 2. Erika Seibt (SG Genossenschaft Halle), 1,48 m
  - 3. Marianne Quasthoff (SG Magdeburg Grün-Rot), 1,45 m
  - 3. Jutta Drefahl (BSG Einheit Rostock), 1,45 m

- Weitsprung
  - 1. Charlotte Graumnitz (BSG Konsum Leipzig), 5,13 m
  - 2. Erika Junghanns (BSG Schott Jena), 5,02 m
  - 3. Rita Placzek (BSG Carl Zeiß Jena), 4,96 m
- Kugelstoßen
  - 1. Lore Klitsch (SG Magdeburg Grün-Rot), 10,96 m
  - 2. Charlotte Niemann („Lotti“; SG Warnemünde), 10,84 m
  - 3. Margot Eder (ZSG KWU Fichte Halle), 10,70 m
- Diskuswurf
  - 1. Ruth Wiederhold (BSG Konsum Leipzig), 36,20 m
  - 2. Lore Klitsch (SG Magdeburg Grün-Rot), 34,60 m
  - 3. Marianne Ziebe (SG Dessau-Mitte), 32,82 m
- Speerwurf
  - 1. Luise Krüger (SG Friedrichstadt), 37,35 m
  - 2. Elfriede Schneemann (BSG Schott Jena), 36,16 m
  - 3. Erika Seibt (SG Genossenschaft Halle), 33,81 m